# Прапор Північної Македонії
Прапор Північної Македонії — червоне полотнище із зображенням сонця жовтого кольору з вісьмома променями, що розходяться врізнобіч. Прапор символізує «нове сонце свободи» (мак. ново сонце на слободата), оспіване в національному гімні Македонії. Прапор був змінений 1995 року через протести Греції, оскільки у первісному варіанті прапор містив зображення еллінського символу Вергінської зірки та збігався із прапором грецької області Македонія, за винятком червоного тла.

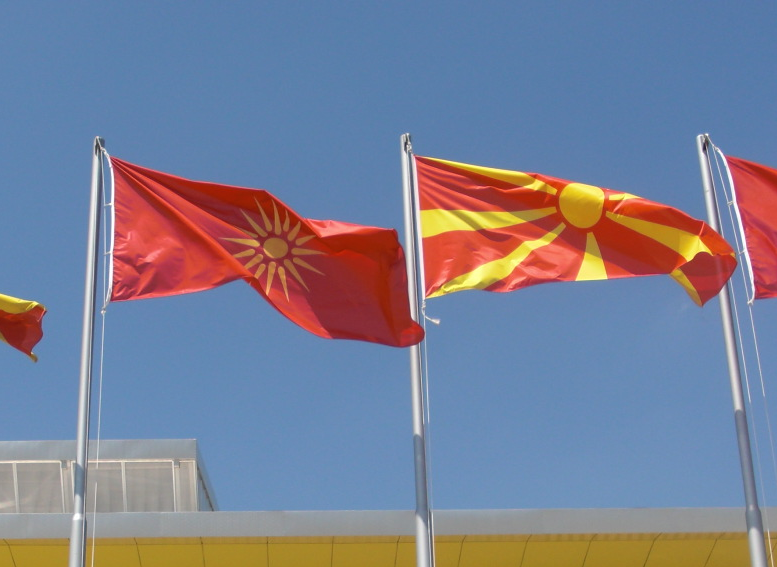
Чинний і колишній прапори Македонії, вивішені перед стадіоном імені Бориса Трайковського у Скоп'ї

## Дизайн
| Колір   | Червоний          | Жовтий              |
| ------- | ----------------- | ------------------- |
| Pantone | 485 °C            | 107 °C              |
| RGB     | 210-0-0 (#D20000) | 255-230-0 (#FFE600) |
| CMYK    | 0-100-100-18      | 0-10-100-0          |

## Історичні прапори

Прапор Крушевської республіки (1903)
Прапор Незалежної держави Македонія (1944)
Прапор соціалістичного режиму (1944—1946)
Прапор соціалістичного режиму (1946—1992)
Прапор Північної Македонії (1991—1995)

## Пов'язані прапори

Прапор грецького краю Македонія

## Пропоновані прапори (проєкти 1995 року)
